# Roger Milla
Roger Milla (tên khai sinh Albert Roger Miller, sinh 20 tháng 5 năm 1952) là cựu cầu thủ bóng đá người Cameroon, chơi ở vị trí tiền đạo. Ông là một trong những cầu thủ châu Phi đầu tiên trở thành ngôi sao ở cấp độ đội tuyển quốc gia. Ông đã tham dự 3 kì World Cup trong màu áo đội tuyển Cameroon. Ông trở thành một cầu thủ ngôi sao cấp quốc tế khi đã 38 tuổi, độ tuổi mà phần lớn các cầu thủ đã giải nghệ, bằng việc ghi được 4 bàn trong World Cup 1990 và giúp Cameroon vào đến tứ kết.

## Sự nghiệp câu lạc bộ
Sinh ra ở thủ đô Yaoundé của Cameroon, thời thơ ấu Milla phải chuyển chỗ ở thường xuyên do cha ông làm trong ngành đường sắt. Năm 13 tuổi, ông ký hợp đồng với câu lạc bộ đầu tiên ở Douala. Năm 18 tuổi, ông có được danh hiệu vô địch quốc gia đầu tiên với một câu lạc bộ khác ở Douala.
Năm 1976, khi đang khoác áo Tonnerre Yaoundé, ông nhận được danh hiệu Cầu thủ xuất sắc nhất châu Phi.
Năm 1977, ông chuyển sang châu Âu thi đấu. Đầu tiên là câu lạc bộ Pháp Valenciennes. Tuy nhiên, ông chỉ thi đấu ở đây trong 2 năm. Năm 1979, Milla chuyển đến AS Monaco nhưng thường bị chấn thương hoặc ngồi ghế dự bị. Năm sau ông chuyển tới Bastia nhưng thành công vẫn chưa đến. Chỉ khi đến Saint-Etienne năm 1984, Milla mới thể hiện được tài năng. Sau đó ông cũng giữ vị trí chủ chốt trong đội hình Montpellier từ 1986 đến 1989 và trở thành thành viên ban huấn luyện đội bóng này sau khi không chơi bóng ở Pháp.

## Sự nghiệp ở đội tuyển quốc gia
Trong thời gian chơi bóng ở Pháp, Milla có trận ra mắt đầu tiên trong màu áo đội tuyển Cameroon (năm 1978). Ông có mặt trong đội tuyển Cameroon tham gia World Cup 1982, có một bàn thắng không được công nhận trong trận gặp Peru. Cameroon rời giải với cả ba trận hoà ở vòng bảng. Hai năm sau, Milla tham dự Thế vận hội mùa hè 1984 tại Los Angeles, California. Ông cùng đội tuyển Cameroon giành hai danh hiệu vô địch cúp bóng đá châu Phi vào các năm 1984 và 1988 cùng với ngôi vị á quân năm 1986. Ông từ giã sự nghiệp thi đấu quốc tế lần đầu năm 1987, và đã chuyển tới Réunion ở Ấn Độ Dương để chuẩn bị giải nghệ cầu thủ.
Tuy nhiên, năm 1990, tổng thống Cameroon là Paul Biya đã gọi điện và thuyết phục Milla quay trở lại đội tuyển quốc gia. Ông đồng ý và tới Ý cùng với Những con sư tử bất khuất (biệt danh của đội tuyển Cameroon) tham dự World Cup 1990.

### World Cup 1990
Lão tướng 38 tuổi Roger Milla trở thành một ngôi sao của giải khi ghi được tới 4 bàn ở Ý, với vũ điệu ăn mừng bàn thắng bên cột cờ góc sân đã thành một kiểu ăn mừng phổ biến từ đó. 2 bàn thắng ghi được trong trận gặp Romania, cùng với 2 bàn thắng ghi được trong thời gian đá bù giờ trận gặp Colombia ở vòng 16 đội đã đưa Cameroon vào tứ kết. Đây là thành tích cao nhất của một đội bóng châu Phi tại một kì World Cup tính đến nay (chỉ có đội tuyển Senegal tái lập được thành tích vào tứ kết tại World Cup 2002). Trận tứ kết gặp Anh, Milla vào sân ở hiệp hai, khi Cameroon đang thua 0-1. Ông đã thể hiện mình là một cầu thủ thay thế siêu hạng khi kiến tạo một bàn thắng và tạo ra một quả phạt đền để Cameroon vượt lên dẫn trước trước khi thua ở hiệp phụ.

### World Cup 1994
Milla tham gia World Cup 1994 khi đã ở tuổi 42, trở thành cầu thủ nhiều tuổi nhất tham dự một vòng chung kết World Cup trong lịch sử (kỉ lục này tồn tại đến năm 2014, khi Mondragon ra sân ở tuổi 43). Tuy Cameroon bị loại ngay từ vòng bảng, nhưng Milla đã kịp ghi 1 bàn trong trận gặp Nga và phá vỡ kỉ lục Cầu thủ nhiều tuổi nhất ghi bàn tại một vòng chung kết World Cup của chính mình.

## Sau khi giải nghệ cầu thủ
Ông hiện là đại sứ lưu động về các vấn đề của châu Phi.

## Vinh danh
Ngoài lần được bầu chọn là Cầu thủ xuất sắc nhất châu Phi năm 1976, Roger Milla với màn trình diễn tại World Cup 1990 lại nhận được danh hiệu này một lần nữa vào năm 1990.
Tháng 3 năm 2004, Pelé xếp ông vào danh sách 125 cầu thủ xuất sắc nhất còn sống nhân dịp kỉ niệm 100 năm FIFA.
Năm 2006, Liên đoàn bóng đá châu Phi (CAF) bầu chọn Milla là cầu thủ xuất sắc nhất châu Phi trong nửa thế kỉ qua, xếp trên El Khatib và Hassan.

## Danh hiệu

### Câu lạc bộ
Léopards Douala
- Cameroon Première Division: 1971–72, 1972–73, 1973–74[1]

Tonnerre Yaoundé
- African Cup Winners' Cup: 1975[1]
- Cameroonian Cup: 1991[1]

Monaco
- Coupe de France: 1979–80[1]

Bastia
- Coupe de France: 1980–81[1]

Montpellier
- Division 2: 1986–87[1]

### Quốc tế
Đội tuyển Cameroon
- Africa Cup of Nations: 1984, 1988[1]